# Municipio de Rättvik
Rättvik (en sueco: Rättviks kommun) es un municipio de la provincia de Dalarna, Suecia, en la provincia histórica de Dalecarlia. Su sede se encuentra en la localidad de Rättvik. En 1963, el municipio se reunió con Boda, del que se había separado en 1875, y en 1974 se agregó Ore, formando así el municipio actual.

## Localidades
Hay siete áreas urbanas (tätort) en el municipio:
| # | Tätort                 | Población |
| - | ---------------------- | --------- |
| 1 | Rättvik                | 5 195     |
| 2 | Vikarbyn               | 1 218     |
| 3 | Nittsjö, Sätra y Backa | 559       |
| 4 | Boda                   | 521       |
| 5 | Furudal                | 436       |
| 6 | Nedre Gärdsjö          | 389       |
| 7 | Gulleråsen             | 386       |

## Demografía

### Desarrollo poblacional
| Gráfica de evolución demográfica de Rättvik entre 1970 y 2015 |
|                                                               |
| Fuente: SCB                                                   |